# Islam Aslanov
Islam Aslanov (16 de octubre de 1993) es un deportista uzbeko que compite en natación adaptada. Ganó una medalla de bronce en los Juegos Paralímpicos de Tokio 2020, en la prueba de 100 m mariposa (clase S13).

## Palmarés internacional
| Juegos Paralímpicos | Juegos Paralímpicos | Juegos Paralímpicos | Juegos Paralímpicos |
| Año                 | Lugar               | Medalla             | Prueba              |
| ------------------- | ------------------- | ------------------- | ------------------- |
| 2020                | Tokio (Japón)       | Medalla de bronce   | 100 m mariposa S13  |